# معركة المرسى الكبير
معركة المرسى الكبير هو حلقة من الحرب العالمية الثانية. وهي إحدى ثلاث مراحل لعملية «المنجنيق» مع مصادرة سفن فرنسية لجأت إلى بريطانيا بعد عملية «دينامو»، وتحييد الأسطول الفرنسي الراسي في ميناء الإسكندرية.
وتشير التسمية إلى الهجوم الذي شنته البحرية البريطانية في 3 يوليو 1940 على سرب للبحرية الفرنسية راس في الميناء العسكري لقاعدة المرسى الكبير (خليج وهران، الجزائر). وسجلت 1297 حالة وفاة. خشت المملكة المتحدة، في مواجهة العدو الألماني والإيطالي، من أن الهدنة التي وقعتها الحكومة الفرنسية مع ألمانيا النازية وإيطاليا الفاشية قبل بضعة أيام من أن تؤدي لوقوع الأسطول في أيدي هتلر، ما يسمح له كسر تفوق البحرية البريطانية، وتشكيل خطرا جدي.